# El Zapote, Mazatlán
El Zapote är en ort i Mexiko.   Den ligger i kommunen Mazatlán och delstaten Sinaloa, i den centrala delen av landet, 800 km nordväst om huvudstaden Mexico City. El Zapote ligger 11 meter över havet och antalet invånare är 181.
Terrängen runt El Zapote är platt. Runt El Zapote är det ganska tätbefolkat, med 139 invånare per kvadratkilometer. Närmaste större samhälle är Mazatlán, 10,4 km väster om El Zapote. Omgivningarna runt El Zapote är en mosaik av jordbruksmark och naturlig växtlighet.